# Dinamarca en los Juegos Olímpicos de México 1968
Dinamarca estuvo representada en los Juegos Olímpicos de México 1968 por un total de 64 deportistas que compitieron en 11 deportes.  
El portador de la bandera en la ceremonia de apertura fue el piragüista Erik Hansen.

## Medallistas
El equipo olímpico danés obtuvo las siguientes medallas:
| Nombre                                               | Deporte           | Competición             |
| ---------------------------------------------------- | ----------------- | ----------------------- |
| Oro                                                  |                   |                         |
| Gunnar Asmussen Per Lyngemark Reno Olsen Mogens Frey | Ciclismo en pista | Persecución por eqs. M  |
| Plata                                                |                   |                         |
| Niels Fredborg                                       | Ciclismo en pista | 1000 m contrarreloj M   |
| Mogens Frey                                          | Ciclismo en pista | Persecución ind. M      |
| Leif Mortensen                                       | Ciclismo en ruta  | Ruta ind. M             |
| Aage Birch Paul Jensen Niels Markussen               | Vela              | Dragon M                |
| Bronce                                               |                   |                         |
| Erik Hansen                                          | Piragüismo        | K1 1000 m M             |
| Peter Christiansen Ib Larsen                         | Remo              | Dos sin timonel (M2-) M |
| Harry Jørgensen Jørn Krab Preben Krab                | Remo              | Dos con timonel (M2+) M |